# Marga Puspita
Marga Puspita is een bestuurslaag in het regentschap Musi Rawas van de provincie Zuid-Sumatra, Indonesië. Marga Puspita telt 1005 inwoners (volkstelling 2010).